# Aeroportul comitatului Boone
Aeroportul comitatului Boone (IATA: HRO, ICAO: KHRO, FAA LID: HRO) este un aeroport din Arkansas, Statele Unite ale Americii ce deservește zona Harrison⁠(d). Aeroportul a fost tranzitat în 2019 de 9.846 de pasageri.
Situat la o altitudine de 416 m, aeroportul dispune de 1 pistă.

## Infrastructură

### Piste
Aeroportul dispune de o singură pistă. Pista 18/36 are suprafața de asfalt și dimensiunile 6.161 picioare × 150 picioare. 